# میرای ناگاسو
میرای ناگاسو (انگلیسی: Mirai Nagasu) زاده ۱۶ آوریل ۱۹۹۳ کالیفرنیا و اسکیت باز حرفه‌ای روی یخ است که توانست در المپیک پیونگ چانگ سال ۲۰۱۸ در کره جنوبی حرکت «تریپل اکسل» را اجرا کند.
ناگاسو یک اسکیت باز حرفه‌ای روی یخ در سطح جهانی است که توانست در المپیک ۲۰۱۸ تاریخ سازی کند. نمایش‌های خیره‌کننده او در این بازی‌ها باعث شد تا بتواند مقام دوم المپیک را کسب کند و همچنین به کسب مدال برنز تیمی آمریکا کمک بسیاری کرد.
علاوه بر افتخارات بسیاری که میرای ناگاسو دارد، در سال ۲۰۰۸ توانست به عنوان جوان‌ترین برنده جایزه مسابقات حرفه‌ای زنان آمریکا شود؛ کاری که قبل از او در سال ۱۹۹۷ توسط «تارا لیپینسکی» انجام شده بود.
والدین میرای ناگاسو ژاپنی‌های مهاجری بودند که یک رستوران سوشی داشتند. نام او «میرا» به معنای آینده در زبان ژاپنی است.

## نگارخانه

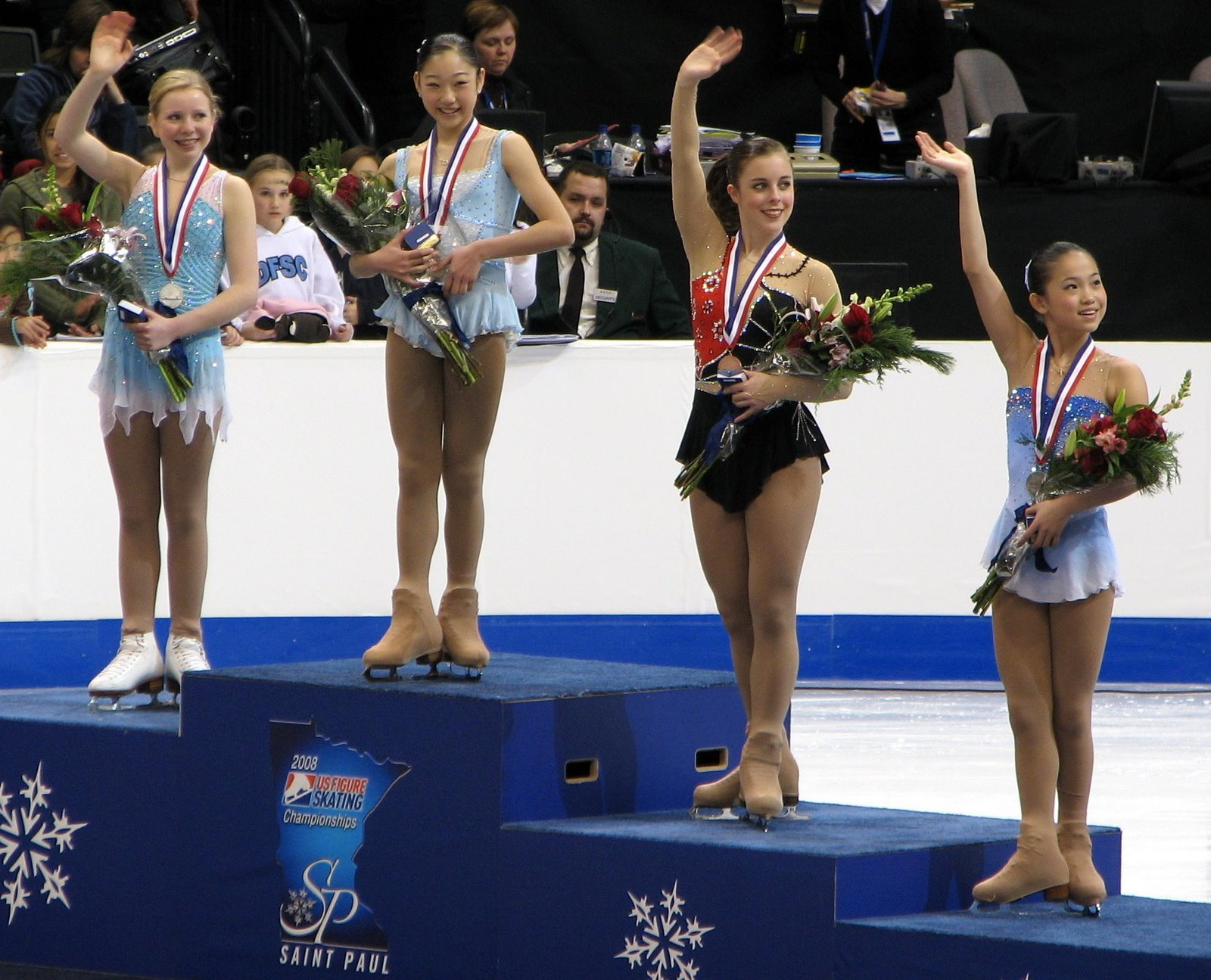
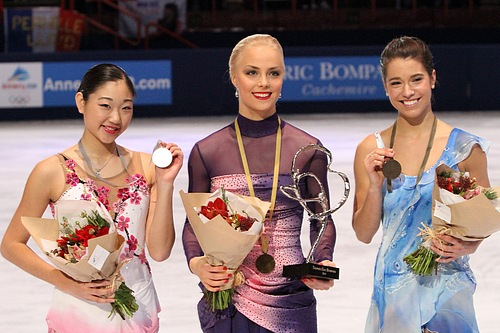
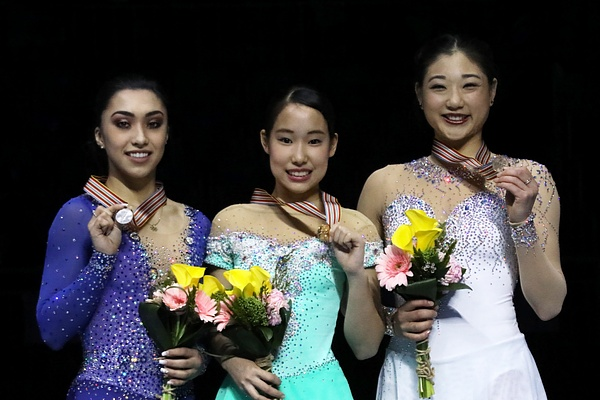